# Supernatural (tv-serie)
 For alternative betydninger, se Supernatural. (Se også artikler, som begynder med Supernatural)
Supernatural er en amerikansk fantasy / horror tv-serie fra 2005. Den første episode blev vist den 13. september 2005 på tv-kanalen The CW. TV-Serien følger brødrene Sam (Jared Padalecki) og Dean (Jensen Ackles) Winchester, der rejser gennem USA i en sort Chevrolet Impala, bedre kendt som 'Baby', '67 i jagten på overnaturlige væsener. Serien er produceret af Warner Bros Television, i samarbejde med Wonderland Sound and Vision. De nuværende executive producers er Eric Kripke, McG, og Robert Singer. Tidligere executive producer Kim Manners døde af lungekræft i løbet af produktionen af den fjerde sæson.
Serien, som er filmet i Vancouver, British Columbia, var under udvikling i næsten ti år, da skaberen Kripke tilbragte flere år uden held med at få tv-selskaberne til at købe den. Pilotepisoden blev set af anslået 5,69 million seere, og vurderingerne af de første fire afsnit fik The CW til at sende en hel sæson af serien. Oprindeligt, havde Kripke planlagt serien til tre sæsoner, men senere udvidede han den til fem. Den femte sæson begyndte den 10. september 2009, og konkluderede seriens hovedhistorien; Dog fornyede The CW officielt showet til en sjette sæson den 16. februar 2010. Den 26. april 2011, fornys showet for en syvende sæson, 2011-2012 sæsonen, som begyndte den 23. september 2011. I 2012 begyndte sæson 8, og showet blev hurtigt fornyet til en sæson 9. Den 10. sæson kom i 2014 og 7. oktober 2015 begyndte sæson 11.
Den 22. juli 2013 annoncerede The CW at der blev arbejdet på en Supernatural Spin-Off, som ville have dens pilot som episode 20 i sæson 9.

## Medvirkende
- Jared Padalecki – Samuel "Sam" Winchester, Lucifer, Gary, Gadreel, Ezekiel, Meg Masters, (sæson 1-15)
- Jensen Ackles – Dean Winchester (sæson 1-15)
- Misha Collins – Castiel, Jimmy Novak, Emanuel, Gud, Misha Collins, Lucifer (sæson 4-15)
- Alexander Calvert - Jack Kline (sæson 12, 13)
- Jeffrey Dean Morgan – John Winchester (sæson 1, 2 - vender tilbage i sæson 4)
- Matt Cohen – John Winchester, Michael (sæson 4, 5, 11)
- Richard Speight, Jr. – The Trickster/Gabriel/Loke (sæson 2, 3, 5, 8)
- Fredric Lehne – Azazel "Yellow-Eyed Demon" (sæson 1, 2 - vender tilbage i sæson 4+6)
- Jim Beaver – Robert Steven "Bobby" Singer (sæson 1-12)
- Colin Ford – Ung Sam Winchester
- Brock Kelly – Ung Dean Winchester
- Katie Cassidy – Ruby, Lillith (sæson 3)
- Genevieve Cortese – Ruby, Genevieve Cortese (sæson 4 - vender tilbage i sæson 6)
- Kathryn Love Newton - Claire Novak (sæson 4, 10-13)
- Samantha Ferris – Ellen Harvelle (sæson 2, 5 - vender tilbage i sæson 6)
- Alona Tal – Joanna Beth "Jo" Harvelle (sæson 2, 5 - vender tilbage i sæson 6+7)
- Samantha Smith – Mary Winchester, Eve (1, 2, 4, 5, 6, 11, 12, 13)
- Robert Wisdom – Uriel (sæson 4, 5)
- Rob Benedict – Chuck Shurly, Gud (sæson 4, 5, 11)
- Mark Pellegrino – Lucifer, Nick (sæson 5, 7, 11, 12,13)
- Osric Chau – Kevin Tran (sæson 7, 8, 9, 13)
- Alaina Huffman – Abbadon (sæson 8, 9)
- Mark Sheppard – Crowley (sæson 5-12)
- Sebastian Roché – Balthazar (sæson 6)
- Felicia Day – Charlie Bradbury (sæson 7, 8, 9, 10)
- Cutris Armstrong – Metatron (sæson 8, 9, 10, 11)
- James Patrik Stuart – Richard "Dick" Roman (sæson 7)
- Julian Richings – Døden (sæson 5, 6, 9, 10)
- Julie McNiven – Anna Milton (sæson 4, 5)
- Nicki Aycox – Meg Masters (sæson 1 - vender tilbage i sæson 4)
- Rachel Miner – Meg Masters (sæson 5, 6, 7, 8)
- DJ Qualls – Garth Fitzgerald IV (sæson 7, 8)
- Jake Abel – Adam Milligan, Michael (sæson 4, 5)
- Emily Perkins – Becky Rosen (sæson 5, 7)
- Cindy Sampson – Lisa Braeden (sæson 3, 5, 6)
- Kim Rhodes – Jody Mills (sæson 5-13)
- Timothy Odmundson – Cain (sæson 9, 10)
- Emily Swallow - The Darkness/Amara (sæson 11)
- Ruth Connel - Rowena (sæson 10-13)

## Sæsoner

### Sæson 1
Sæson 1 består af 22 episoder.
Da Sam kun var 6 måneder, og Dean var næsten 5 år gammel, døde deres mor på overnaturlig vis. Deres far opdrager dem til at opsøge og dræbe alt unaturligt, alt det, der virkelig gemmer sig i mørket. Sam hader livet på farten, og han hader, at han skal spilde hele sit liv på at tage hævn for en kvinde han aldrig har kendt. Han længes efter at være normal ligesom alle andre; leve et enkelt og sikkert liv. Dean er lige modsat: Han elsker livet på farten, og han elsker spændingen, faren og hele følelsen bag det. 
Da Sam fylder 18, får han et fuldt legat til Stanford og forlader familien i håb om, at han kan få et normalt liv. Efter dette snakker Sam ikke med hverken Dean eller sin far i næsten 4 år.
"Supernatural" starter 4 år efter skænderiet. Den 22-årige jurastuderende Sam Winchester lever et lykkelig liv med sin kæreste Jessica, lige indtil Dean kommer og fortæller Sam, at deres far er forsvundet. Sam indvilliger i at hjælpe med at lede efter deres far - men bare for en weekend. De finder ikke faren, men da Sam vender tilbage, ser han Jessica er død på samme måde, som hans mor døde 22 år tidligere.
Nu rejser brødrene ud i deres 1967 Chevrolet Impala (også kaldt "Baby"), i jagten på hævn, deres far og på det gamle broderlige forhold de plejede at have. De møder og bekæmper spøgelser, ånder, vampyrer, dæmoner og fortabte sjæle, som deres far lærte dem det.
I mellemtiden begynder Sam at udvikle mystiske evner, han for forvarsler inden folk dør, han får underlig fornemmelser og til tider kan kan flytte ting ved tankens kræft. Han bliver selvfølgelig bange for hvad der er ved at ske med ham, er han ved at blive det han har bekæmpet hele sit liv? Noget så langt væk fra det normale liv han altid har ønsket sig?
Til sidst finder de deres far, der hat fundet ud af hvad det var der tog livet af Mary og Jess; en dæmon! Han fortæller dem, at der findes en gammel mystisk pistol, lavet af Samuel Colt som er det eneste, der kan slå dæmonen ihjel, ja faktisk kan den slå alting ihjel! De får fat i pistolen, men dæmonerne vil også gerne have fat i den, de begynder at dræbe faderens venner én efter én til han går med til at give dem pistolen. I virkeligheden giver han dem en falsk pistol, men Sam og Dean prøver at dræbe "Dæmonen" inden den kommer til en ny familie, ligesom Winchester familien, ligesom Sam havde forudset i et syn. De får reddet familien, men dæmonen slipper væk og drengenes far bliver taget af de andre dæmoner.
Det lykkedes for Sam og Dean at befri deres far, de gemmer sig sammen med ham ude i en hytte i skoven. Det viser sig så, at han hele tiden har været besat af dæmonen; den guløjede dæmon! Han fortæller Sam at han har planer for ham og alle andre børn, der er ligesom ham. Han torturerer Dean, der næsten er ved at dø. Inden han slår sin ældste søn helt ihjel, genvinder John kontrol over sin krop, han beder Sam skyde ham i hjertet, men Sam nægter, og dæmonen flygter.
Efter sammenstødet med Dæmonen, kører Sam han ildetilredte familiemedlemmer til hospitalet. John er sur og skuffet over Sam, men han er ligeglad, han gjorde det nemlig for Deans skyld, da han ved hvor vigtig familien er for Dean, hvordan Dean i modsætning til Sam og deres far synes at jagten på dæmonen kommer i anden række. 
De når aldrig hen til hospitalet, da de bliver ramt af en lastbil...

### Sæson 2
Sæson 2 består af 22 episoder.
Sæsonen starter med bilulykkens efterspil; Sam, Dean og deres far bliver indlagt på hospitalet. Her vandrer Deans sjæl rundt på gangene og må flygte fra en såkaldt "reaper" ved navn Tessa. Drengenes far John slår en handel af med den samme dæmon, der dræbte hans kone Mary og Sams kæreste Jess. Han giver guløje "colten" (det eneste, som kan slå dæmonen ihjel) og fordømmer sig selv til at tilbringe resten af evigheden i helvedes flammer.
Inden John dør hvisker han i Deans øre, at det nu er Deans job, at "redde" Sam, og hvis han fejler bliver han nødt til, at tage livet af sin lillebror.
Imens brødrene prøver at komme sig over tabet af deres far, redde så mange uskyldige liv fra det unaturlige mørke, og finde ud af hvad den guløjede dæmons planer med Sam og de andre "særlige børn" er, møder de Harvelle familien bestående af Ellen (Samantha Ferris), hendes datter Jo (Alona Tal), og deres nørdede, underlige meget langhårede ven Ash (Chad Lindberg) som driver en bar for jægere. Familien bliver hurtigt en støtte for drengene, og Ash' evner til at opspore dæmonen og de særlige børn går heller ikke ubrugt hen.
Sam og Dean møder flere af de andre særlige børn, og finer ud af, at den guløjede dæmon vil have dem til at kæmpe for helvedes side i en kommende krig. Flere af børnene er allerede begyndt at slå ihjel og bruge deres særlige evner på at gøre det onde.
Til sidst i sæsonen bliver Sam kidnappet til en øde spøgelsesby sammen med de andre særlige børn; Lily, Jake, Andy og Ava. Den guløjede dæmon viser sig for Sam i en drøm, og fortæller hvordan den slog Mary og Jess ihjel og fodrede Sam med sit dæmon blod, den nat hans mor døde. Han for også at vide at de særlige børn skal prøve at slå hinanden ihjel, vinderen vil blive belønnet og udnævnt som leder over en hær af dæmoner, der skal starte dommedag. Til sidst slår Jake Sam ihjel, og Sam dør i sin brors arme.
Dean, der er knust af sorg, sælger sin sjæl for at få Sammy tilbage. Han får kun ét år at leve i. De finder Jake på kirkegården, hvor den port til helvede, der kan slippe hæren af dæmoner ud er, Sam slår ham ihjel, men han når at åbne porten med Colten, som dæmonen gav ham. Alle dæmonerne slipper fri, men Dean tager Colten og skyder den guløjede dæmon. Den når dog lige at får Dean til at tvivle på om Sam nu også er 100% "Sam", efter den koldblodige måde han dræbte Jake på.

### Sæson 3
Sæson 3 består af 16 episoder.
Sæsonen fokuserer hovedsageligt på at forsøge at redde Dean fra sin aftale, og opspore den ondskab, der blev frigivet fra porten. Undervejs møder de to brødre Ruby, som har en interesse i Sam og hævder at være i stand til at hjælpe med at redde Dean. De møder også Bela Talbot, en "erhverver" og sælger af okkulte genstande, hun er konstant en torn i siden på dem. Brødrene finder efterhånden ud af, hvilken en dæmon som holder Dean kontrakt: et væsen af stor magt ved navnet Lilith. Brødrene opspore sammen med Ruby hende og forsøger at dræbe hende. Lilith er ude af stand til at stoppe Sam på grund af hans mystiske evner, men Deans kontrakt udløber, og hans sjæl bliver taget.

### Sæson 4
Sæson 4 består af 22 episoder.
Dean er blevet reddet fra Helvede og bragt tilbage af en engel ved navn Castiel, en af flere engle, der vises i hele sæsonen. Resten af sæsonen følger de to brødre, mens de arbejder sammen med Castiel for at stoppe Liliths plan om at bryde de 66 segl, som vil befri Lucifer fra sit fængsel i Helvede. Sam og Deans forhold er også anstrengt, da Sam begynder at holde med Ruby frem for Dean. Sam begynder at give efter for sin dæmoniske side ved at drikke dæmonblod for at blive stærk nok til at besejre Lilith. Efter at have opsporet og dræbt Lilith, lærer Sam at hendes død faktisk er det sidste segl og at Ruby hele tiden bedrog ham . Dean kommer for sent til at stoppe Sam, men han dræber Ruby, som Lucifers fængsel åbner under dem.

### Sæson 5
Sæson 5 består af 22 episoder.
Den femte sæson kredser om kampen for at stoppe Lucifer og redde verden fra Dommedagen. Gennem hele sæsonen, kæmper Dean og Sam både mod engle og dæmoner, de kæmper mod deres skæbne at blive ”kar” for Michael og Lucifer. Ude af stand til at besejre Lucifer, indsamler de ringene af ”Four Horsemen of the Apocalypse”, der fungerer som en nøgle til Lucifers fængsel. Ideen om skæbne kontra frihed og valg spiller en stor rolle. Gennem hele sæsonen, har Dean, Sam, Castiel, og Bobby hver en krise, hvor de er nær ved at give op, men gennem hinandens støtte, fortsætter de fremad, indtil det sidste. Castiel gør oprør mod himlen for Dean i denne sæson. Det er også bemærkelsesværdigt, at Bobby og Castiel har et igangværende venskab i løbet af denne sæson, mens Dean og Sam vokser yderligere fra hinanden.

### Sæson 6
Sæson 6 består af 22 episoder.
Den sjette sæson begynder et år efter afslutningen af den femte sæson med at Dean lever et lykkeligt liv sammen med Lisa og Ben. Sam vender tilbage til verden af de levende og slår sig sammen med Dean, der forlader sit nye liv. Sam har arbejdet sammen med Samuel for at jage og indfange et levende Alpha monster (første af genpuljen). Castiel er knap nok nyttig længere, fordi borgerkrigen i Himlen har sat sine spor. Det bliver opdaget, at Samuel følger Crowleys ordrer i bytte for tilbagelevering af hans datter. Crowley ønsker at bruge Alpha monstret til at finde skærsilden, hvor der er en enorm samling af sjæle, der kan bruges til at få magten. Crowley bragte Sam tilbage uden hans sjæl, og Dean søger hjælp hos ”Horseman Death” for at hente den. Døden sætter en mur op i Sam sind, så han ikke vil kunne huske Helvede. Den gamle Sam vender tilbage uden nogen erindring om det forløbne år. Det viser sig Castiel har lavet en aftale med Crowley, så de hver især får halvdelen af sjælene i skærsilden. Dean kan ikke lide ideen og forsøger at stoppe duoen. For at stoppe Winchester-brødrene og Bobby vælter Castiel den mentale barriere i Sam. Castiel forråder Crowley, Crowley bliver allierede med Raphael og udfører et ritualet for at åbne dørene til Skærsilden. Det mislykkes, fordi de havde falsk hunds blod og Castiel synes at være fuld af magt efter at have fortaget ritualet selv. Han udsletter Raphael men Crowley undslipper. Da brødrene Winchesters forsøger at tale Castiel til fornuft, afslører han, at han ikke længer er en engel: Han er blevet den nye Gud.

### Sæson 7
Sæson 7 består af 23 episoder
Den syvende sæson af Supernatural blev åbnet da den første episode blev sendt den 23. september 2011 i USA. 
Sæsonen starter hvor den tidligere sæson slap. Sam og Dean skal finde en måde at stoppe deres gamle ven, Castiel, fra at ødelægge verden og himlen. De bruger en besværgelse for at binde Døden, for at få ham til at dræbe Cass. Dette går galt, og Døden afslører at Castiels menneskebeholder ikke kan holde til alle sjælene fra skærsilden. Samtidig fortæller han at der fandtes andre ældre ting i skærsilden - The Leviathans. Brødrene får Castiel overtalt til at sende sjælene tilbage, men der er det for sent. Castiel dør, og The Levithans bliver sat fri. 
The Leviathan viser sig at være meget kloge og rigtig svære at slå ihjel. Samtidig begynder Sam at se syner fra hans tid i helvede med Lucifer, og det ender med at han er døende, fordi Satan ikke vil lade ham sove. Så finder Dean Castiel i live og med hukommelsestab. Castiel redder Sam ved at "opsluge" Sams sindssyge. Castiel bliver altså selv skør for at redde Sam. 
Undervejs dræber Dick Roman, Levithans leder, Bobby. Bobby vender i sidste ende tilbage som et spøgelse, men han har svært ved ikke at bliver hævngerrig. 
Med hjælp fra dæmonen Meg, Bobby, Castiel og profeten Kevin, besejrer Sam og Dean The Leviathan - Men med store konsekvenser. Kevin bliver taget til fange at helvedets konge, Crowley og Dean og Castiel bliver fanget i skærsilden - Hvilket efterlader Sam alene.   

### Sæson 8
Sæson 8 består af 23 episoder
I sæson 8 genforenes Dean med Sam, efter at have undsluppet skærsilden. Sammen med Kevin forsøger brødrene at udføre en række prøver, for at lukke helvedets porte - For evigt. 
Dean finder ud af fra englen Naomi at hvis Sam udfører den sidste prøve - at kurere en dæmon - så vil han dø. Dean stopper Sam i sidste øjeblik, men Sam er svag og på dødens rand. 
Samtidig har Guds skribent, Metatron, narret Castiel til at udføre en række prøver som vil - ifølge Metatron - lukke himlens porte. Castiel stoler på Metatron og hjælper, fordi han mener det ville føre englene sammen igen at lukke dem inde i himlen. Det viser sig at prøverne i stedet får alle himlens engle til at falde - at Metatron stjæler Cass' "grace" og gør ham til menneske. 

### Sæson 9
Sæson 9 består af 23 episoder.  
For at redde Sam fra døden, indvilliger Dean i at englen Ezikiel må besætte Sam. Ezikiel viser sig i stedet at være englen Gadreel, som har været i himlens fængsel siden han lukkede slangen ind i Haven.   
Alle de faldne engle er sure på Sam, Dean og Castiel. Drengene forsøger derfor at genåbne himlens porte. Castiel har svært ved at tilpasse sig det menneskelige liv, og ender også med at få sin "Grace" tilbage.   
Helvedes ridder, Abbadon, dukker op og forsøget at blive helvedes dronning. For at stoppe hende modtager Dean Kains mærke fra Cain. Han dræber hende succesfuldt, men mærket begynder at ændre ham.   
Drengene prøver desperat at stoppe Metatron. Castiel får ham fængslet, men ikke før Metatron dræber Dean. Det viser sig at Kains mærke beskytter ham, og sæson 9 slutter med at Dean vågner op som dæmon.  

### Sæson 10
Sæson 10 består af 23 episoder.
Dean forsøger at kæmpe imod Kains mærkets effekt. I et desperat forsøg på ikke at skade flere mennesker, beder Dean om hjælp fra Døden. Døden overbeviser ham om at Sam skal dø, før Dean rigtigt kan forbliver væk fra jorden - ellers ville Sam bare forsøge at bringe Dean tilbage. Dean bliver mindet om hans familie og dræber Døden i stedet for sin bror. 
Samtidig forsøger heksen Rowena, Crowley og Castiel at kurere Dean. Det lykkedes, men da mærket er væk bliver den old gamle ondskab, Mørket, sat fri.

### Sæson 11
Sæson 11 består af 23 episoder.
Sam og Dean tager kampen op imod Amara (Mørket) med hjælp fra Gud (Chuck) og Lucifer (som besætter Castiel). Chuck og Amara viser sig at være søskende, og de genforenes til sidst. Amara er taknemmelig overfor Dean fordi han hjalp hende med at forstå hvad der er vigtigt. Som tak bringer hun Mary Winchester, Sam og Deans mor, tilbage fra de døde.

### Sæson 12
Sæson 12 består af 23 episoder.
Sam og Dean får en helt ny fjende at kæmpe mod, nemlig The British Men of Letters, en gammel organisation som jagter monstre. 
Deres gamle fjende Lucifer er også fri. Da han besætter USA's præsident, møder han Kelly Kline. Kelly, uvidende om at præsidenten i virkeligheden er Lucifer, bliver snart gravid med deres barn - En Nephilim, som er halv menneske, halv engel. Nephilim siges at blive mere magtfulde end englen som skaber dem - i dette tilfælde Lucifer. 
Castiel får en helt særlig forbindelse til ufødte Jack (Lucifers søn), og han forsøger at beskytte Kelly og Jack. Til slut finder Lucifer dem. Han dræber Castiel, men bliver selv fanget i et alternativt univers som Jack har lavet en portal til. For at lukke portalen ofrer Crowley sit liv, og Mary bliver ved et uheld trukket derind med Lucifer. 
Sam og Dean står nu helt alene, deres bedste ven, Castiel er død og de har mistet deres mor. Jack er blevet født og de har ingen anelse om hvor magtfuld han er og om han er ond eller god. 

### Sæson 13
Sæson 13 består af 23 episoder
Sam og Dean står alene med ansvaret for Jack, som hurtigt viser sig at besidde meget magtfulde evner. Dean tror ikke, at Jack kan blive en af de "gode" fordi han er Lucifers søn, men Sam overbeviser ham om at give Jack en chance. 
Castiel vender tilbage fra "intetheden" og genforenes med Jack og Winchester brødrene. Sammen søger de efter en måde til at åbne portalen igen, så de kan redde Mary. Efter at Jack ved et uheld, er kommet til at slå en vagt ihjel, forlader han gruppen. Jack finder en pige som kan hjælpe ham med at åbne portalen, men bliver selv fanget i det alternative univers, sammen med Mary.